# بيت الهندي (حفاش)

تعديل مصدري - تعديل

بيت الهندي هي إحدى قرى عزلة بني دهمان بمديرية حفاش التابعة لمحافظة المحويت، بلغ تعداد سكانها 393 نسمة حسب تعداد اليمن لعام 2004.